# باربرا مارتن (ممثلة)
باربرا مارتن (بالإنجليزية: Barbara Marten)‏ هي ممثلة بريطانية، ولدت في 3 يناير 1947 في ليدز في المملكة المتحدة.

## وصلات خارجية
- باربرا مارتن (ممثلة) على موقع IMDb (الإنجليزية)
- باربرا مارتن (ممثلة) على موقع ميوزك برينز (الإنجليزية)
- باربرا مارتن (ممثلة) على موقع ديسكوغز (الإنجليزية)
- باربرا مارتن (ممثلة) على موقع قاعدة بيانات الفيلم (الإنجليزية)